# Carl Völckers (Jurist)

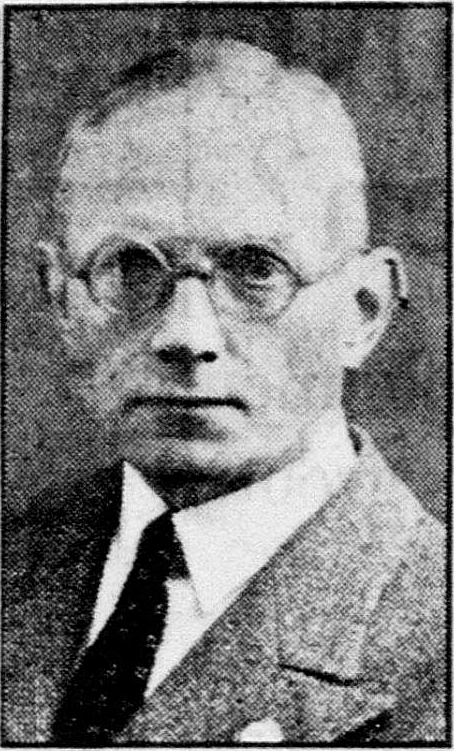
Carl Völckers
15. Oktober 1940

Carl Völckers (* 24. Oktober 1886 in Bremen; † 16. November 1970 in Bremen) war ein deutscher Verwaltungsjurist. Er war ab 1931 Staatsrat in Bremen und von 1940 bis 1945 zugleich Beauftragter des Reichskommissars für die besetzten niederländischen Gebiete in Rotterdam.

## Biografie
Völckers war der Sohn des Landgerichtsdirektors Adolph Völckers (1844–1920). Er studierte Rechtswissenschaften an der Universität Tübingen und promovierte 1912 zum Dr. jur. Er war ab 1919 im bremischen Staatsdienst, zunächst als Senatssekretär beim Bremer Senat, 1920 Regierungsrat, 1921 Vortragender Rat und ab 1920 außerordentlicher stellvertretender Bevollmächtigter Bremens zur Beratungen des Reichsregierung (RR). 1931 wurde er  Bremer Staatsrat der Senatsbehörde für Schifffahrt, Handel und Gewerbe und er war danach bis 1945 Präsident dieser Behörde. Er war von 1931 bis 1934 stellvertretender Bevollmächtigter Bremens bei der RR. Er trat 1933 in die NSDAP ein.
1940 war er zugleich Beauftragter des Reichskommissars für die besetzten niederländischen Gebiete – Arthur Seyß-Inquart – für die Stadt Rotterdam.
Ab 1949 bis zu seinem Eintritt in den Ruhestand (1966) war Völckers Geschäftsführer der Fa. Röchling.
Seit 1908 war er Mitglied des Corps Suevia Tübingen.
Völckers war verheiratet. Er wurde auf dem Riensberger Friedhof beerdigt.